# 怡保站
怡保站是马来西亚霹雳州首府怡保的主要铁路车站，并位于市中心。作为马来亚铁路公司（KTMB）在霹雳州的核心运营中心，本站同时提供电动列车服务（ETS）、北马区通勤铁路（North Komuter）与货运业务。全站共设九条轨道，其中四条完成电气化改造（三条专供ETS与通勤列车使用），其余六条保留作货运用途。
注1：本站于2023年9月16日新增通勤铁路的业务至今，取代了于2015年取消的ETS银组北海 - 怡保路线，也于2024年8月1日新增吉隆坡中央至本站的特快班次。
注2：本站于2025年5月15日经由大马铁道资产机构（RAC）完成站体翻新工程，其中包括修复及粉刷天花板，以及抵达大厅、咖啡厅和洗手间墙壁，并提升相关的电力与机械设施，随后的一个月，即6月24日，也正式启用新抵达大厅，由经过咖啡厅及洗手间的走廊衔接原抵达大厅，以便疏通人潮。
点击此处以查看翻新后的样貌（由RAC官方拍摄，仅作为分享用途）
怡保站以其独特的摩尔-维多利亚混合风格闻名，被当地人誉为"怡保的泰姬陵"。车站建筑由英国建筑师亚瑟·本尼森·哈巴克设计，始建于1914年，1917年落成。站内还设有历史悠久的大华酒店（Majestic Hotel），也保存着怡保铁路发展史上使用的各类机车与车厢，曾是电影《安娜與國王》取景地。

## 主要线路
- 巴东勿刹或北海往返吉隆坡中央车站或昔加末（ETS）
- 怡保往返吉隆坡中央车站（ETS）

1914年建筑师哈巴克绘制的新站设计图

- 北海往返怡保（通勤铁路）

而ETS包含了以下四种服务：
- 白金
  - 巴东勿刹往返吉隆坡中央车站（每日4对）
  - 北海往返吉隆坡中央车站（每日5对）
- 快车
  - 怡保往返吉隆坡中央车站（每日1对）
  - 巴东勿刹往返吉隆坡中央车站（每日1对）
  - 北海往返吉隆坡中央车站（每日1对）
- 金色
  - 怡保往返吉隆坡中央车站（每日4对）
  - 巴东勿刹往返昔加末（每日1对）
  - 北海往返昔加末（每日1对）
- 银色 - 怡保往返吉隆坡中央车站（每日1对）

## 地理位置
车站坐落于邦里玛武吉干当华合路（Jalan Panglima Bukit Gantang Wahab），同路段汇集怡保旧邮政总局、怡保市政厅礼堂及怡保法院建筑群。邻近地标包括毕治纪念钟楼、怡保大草场、敦拉萨图书馆与霹雳州清真寺。
本站主要服务怡保市区，除西南部拿乞（Lahat）与孟加兰（Pengkalan）等靠近华都牙也站的区域外，市区多数居民均选择于此乘车。交通便利性与服务优势甚至吸引远至和丰（Sungai Siput）等外围城镇的乘客选择在此上下车。
怡保市原有多个不同的火车站，比如打昔（Tasek）和丹绒红毛丹（Tanjong Rambutan）。但是随着铁路电气化工程的进行，这些车站慢慢地停止使用，或不在提供客运服务。这使得怡保火车站变得非常重要，它不仅是怡保市的交通枢纽，还负责为整个怡保地区提供主要的铁路服务。

## 早期历史
首座怡保站于1893年随霹雳铁路（Perak Railway，PR）轨道铺设而建，为该地提供铁路服务长达20年，直至PR并入马来联邦铁路（FMSR）。1914年，取代旧站的新车站及酒店工程启动；受大战期间物资短缺与人力成本上涨影响，工程延至1917年方告竣工。新建的双层站体建筑拥有更广阔的空间，除容纳铁路办公区外，还设有配备餐厅与酒吧的大华酒店（Majestic Hotel）。酒店最初提供17间直通二楼柱廊的客房，1936年扩建至21间。在FMSR及其继承者马来亚铁道运营的80余年间，由于马来半岛铁路网络整体并没有进行升级，因此本站基本维持建成时的布局结构。

## 建筑特色
与霹雳铁路早期车站类似，1893年站房构造简易，采用单层木结构配大型坡顶瓦片，整体呈开放式布局。1917年新站由英国公共工程署总监建筑助理亚瑟·本尼森·哈巴克设计，其作品以英属马来亚殖民地风格著称，融合西方本土样式与"新摩尔/蒙兀儿/印度撒拉逊复兴"风格，后者深受英属印度建筑影响。相较吉隆坡火车总站，本站外观更显西化及愛德華巴洛克式建築，包括底层基座采用适度粗面砌石工艺，立面装饰尖拱与弧形山墙，大量使用壁柱，车辆门廊（porte-cochère）顶部设大型中央穹顶及底层与上层均建有深开放式柱廊（底层柱廊长达183米，与站体正面等长）。尽管整体呈现西式美学，建筑两侧转角支撑柱上仍可见印度撒拉逊风格的微型伞亭装饰。

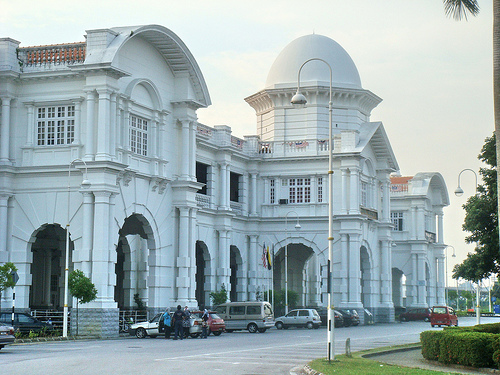
1917年站房立面与停放车辆的比例关系

新站初始配置三座月台：一座侧式月台与两座岛式月台，以隧道相连，顶部覆盖钢木结构坡顶雨棚。

## 电气化改造

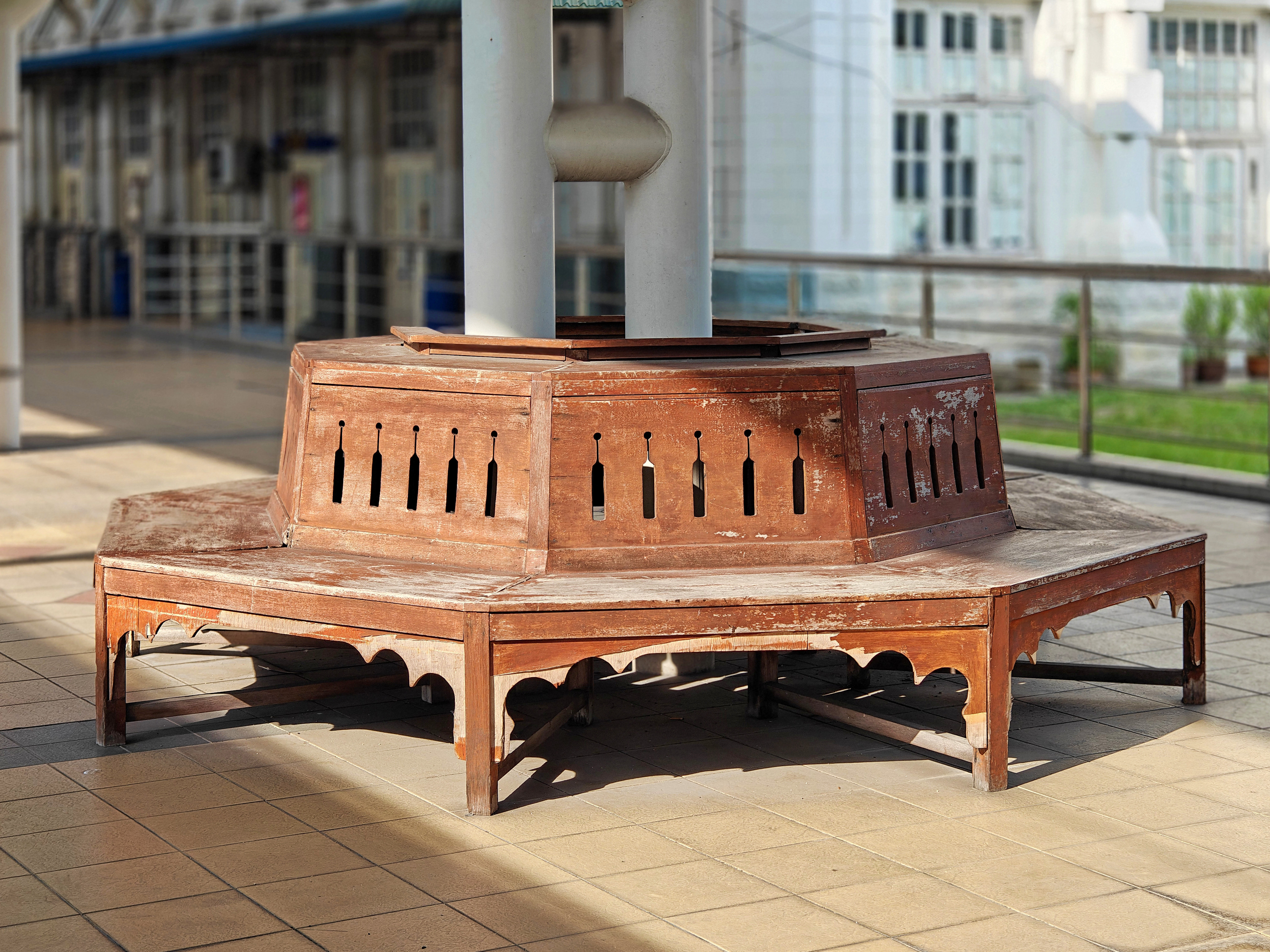
保留的原始木制长椅

作为马来亚铁道公司（KTM）怡保－万挠双轨电气化工程的一部分，本站于2000年代进行大规模改造。最显著的变革是月台区的全面重建：新设月台高度与列车车厢入口齐平，同时铺设双轨线路及架空电缆系统；工程还以天桥取代原有的月台间隧道与雨棚，并安装弧形钢架结构的列车棚。唯一保留的原始元素是月台的木制长椅。尽管主楼底层部分区域进行了内部翻新，但站体其余部分（包括大华酒店）均维持原貌。整体改造工程于2007年10月完成，比怡保－万挠铁路电气化全线竣工提前三个月。

## 车站广场与战争纪念碑

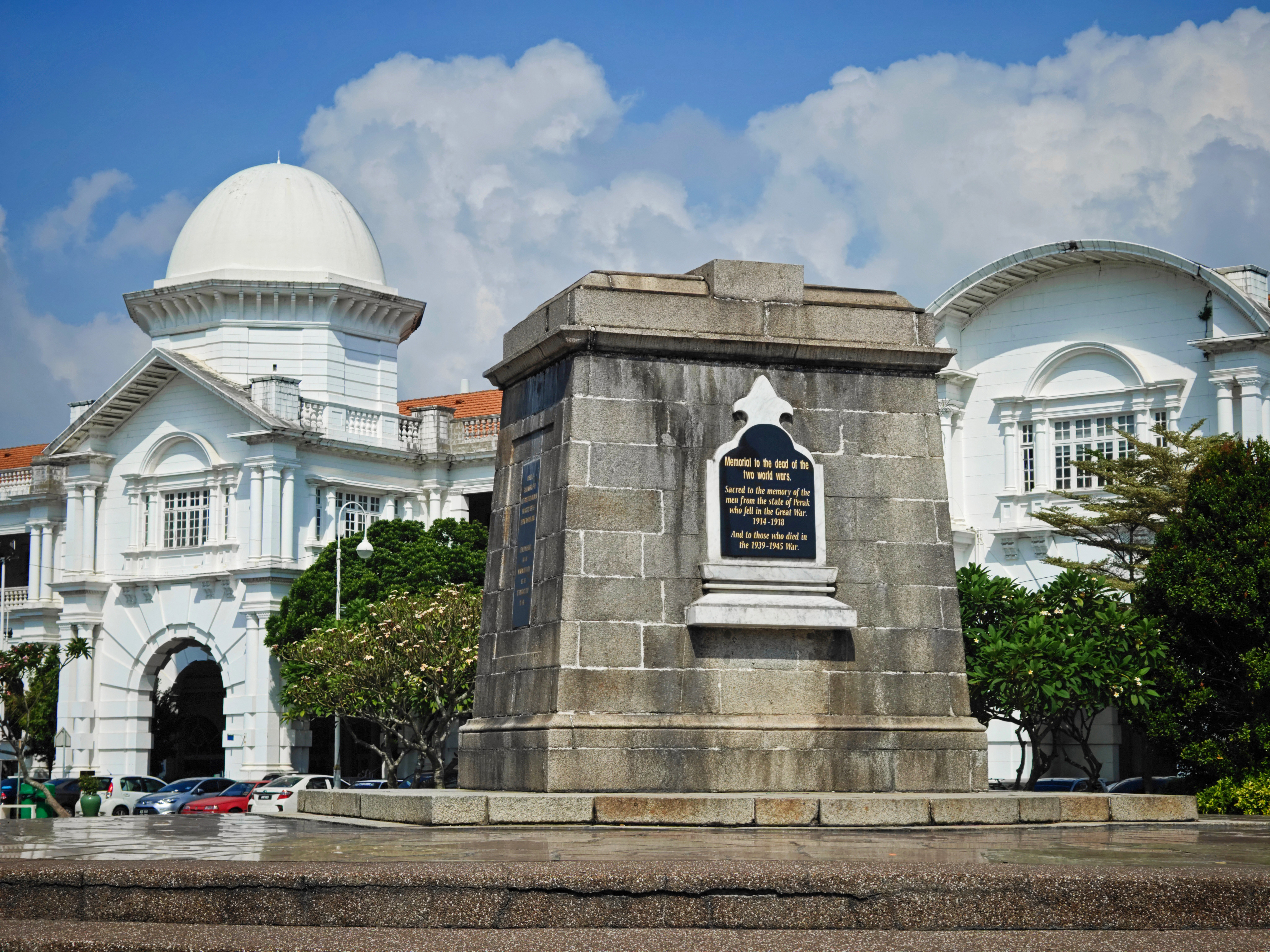
战争纪念碑

本站前庭为怡保车站广场（Ipoh Station Square），早期主要为疏植树木的草坪景观。1970-1980年代改建为含密集植被、瓷砖步道及雕塑喷泉的园林广场。2011-2013年间再次彻底重建为极简主义开放式广场，设有阶梯平台与扩展草坪区，更名为"怡保遗产广场"，作为怡保遗产步道（Ipoh heritage trail）的起点。

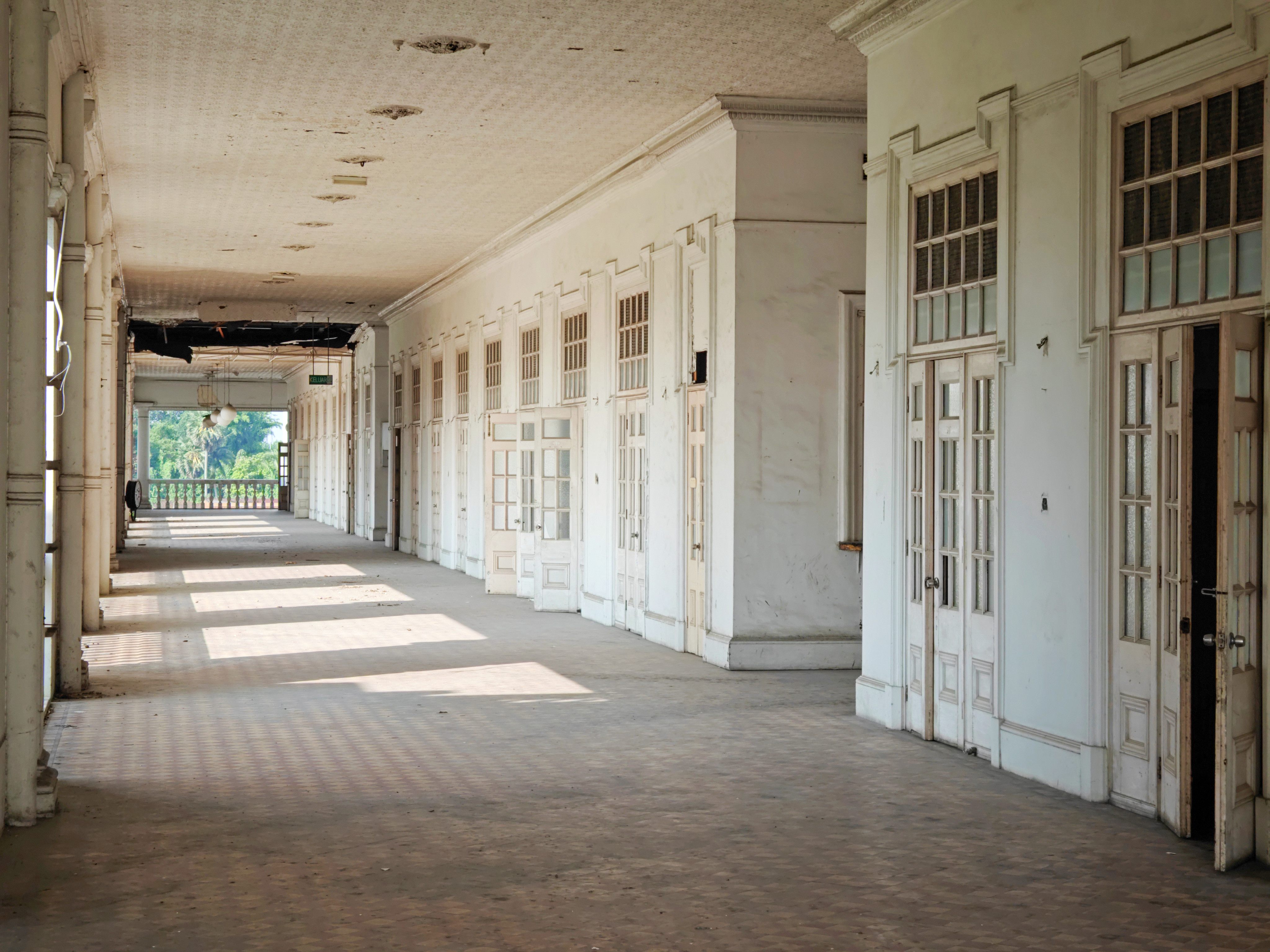
废弃的大华酒店上层柱廊

广场核心为1927年停战日揭幕的石砌战争纪念碑，最初纪念一战中牺牲的霹雳州将士，后续增补牌匾以缅怀二战、马来亚紧急状态、印马对抗及"再叛乱时期"阵亡者。因纪念碑存在，此处长期作为荣军纪念日与澳新军团日活动场地。
历次修缮中部分原始牌匾被更换：一战阵亡者铜牌虽经修复并改置于纪念碑另一侧，但部分装饰铜件仍缺失，现加装防破坏塑料护罩。新增纪念牌匾则追思修建泰缅铁路期间死亡的战俘（含战斗人员与非战斗人员）。此纪念碑系2011-2013年广场改造中少数保留元素。
改造期间还保留了一棵1980年1月18日由时任霹雳州务大臣旺莫哈末主持栽种的成熟见血封喉树，该树为怡保扶轮社成立50周年纪念。2017年4月28日此树遭风灾折断后，2018年2月21日由州务大臣赞比里主持补种新苗。

## 流行文化
- 1981年电影《甘榜小子》末段取景车站原貌
- 1999年电影《安娜與國王》于本站拍摄[3]

## 图集

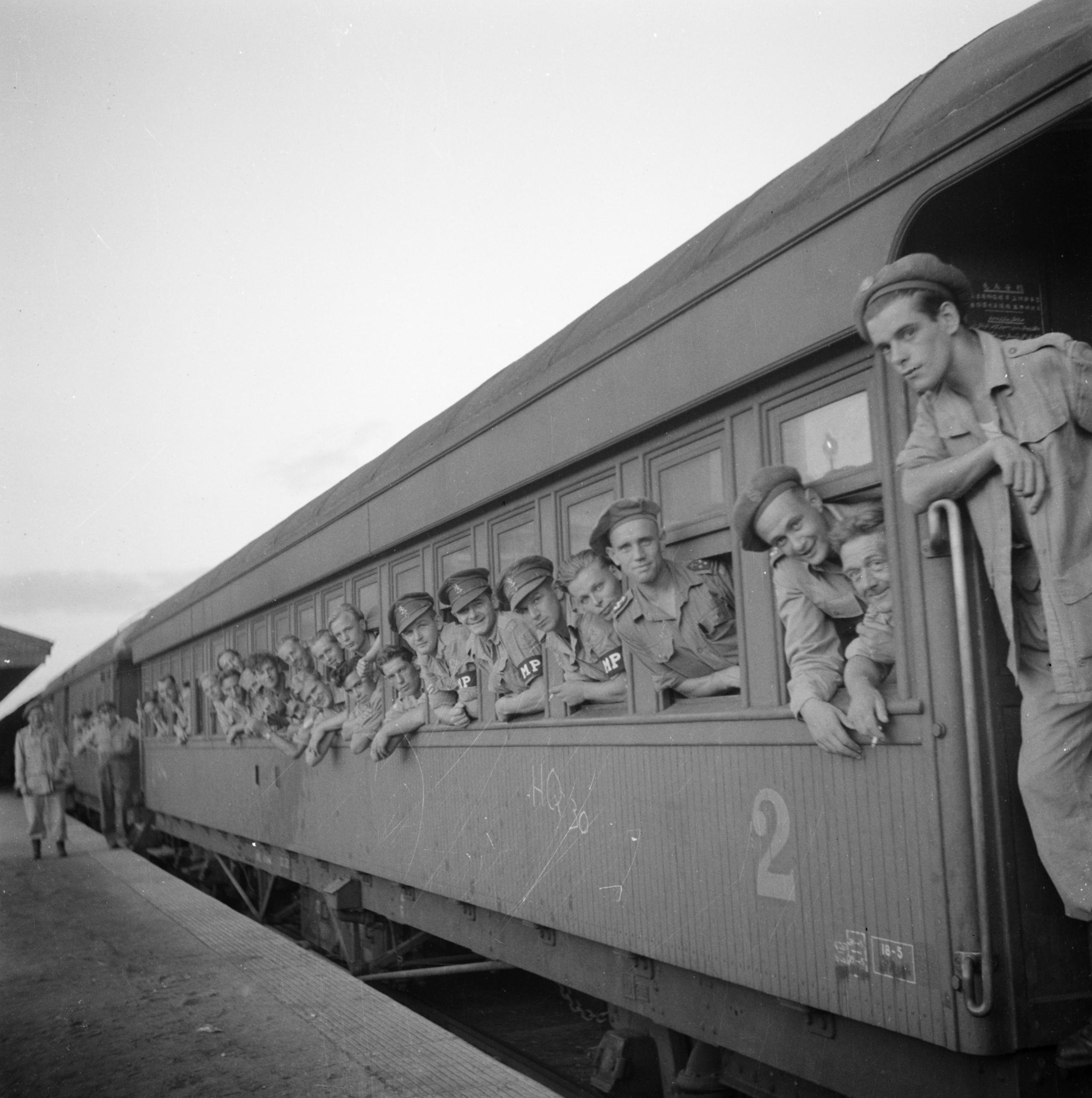
开往北海的军列（历史照片）
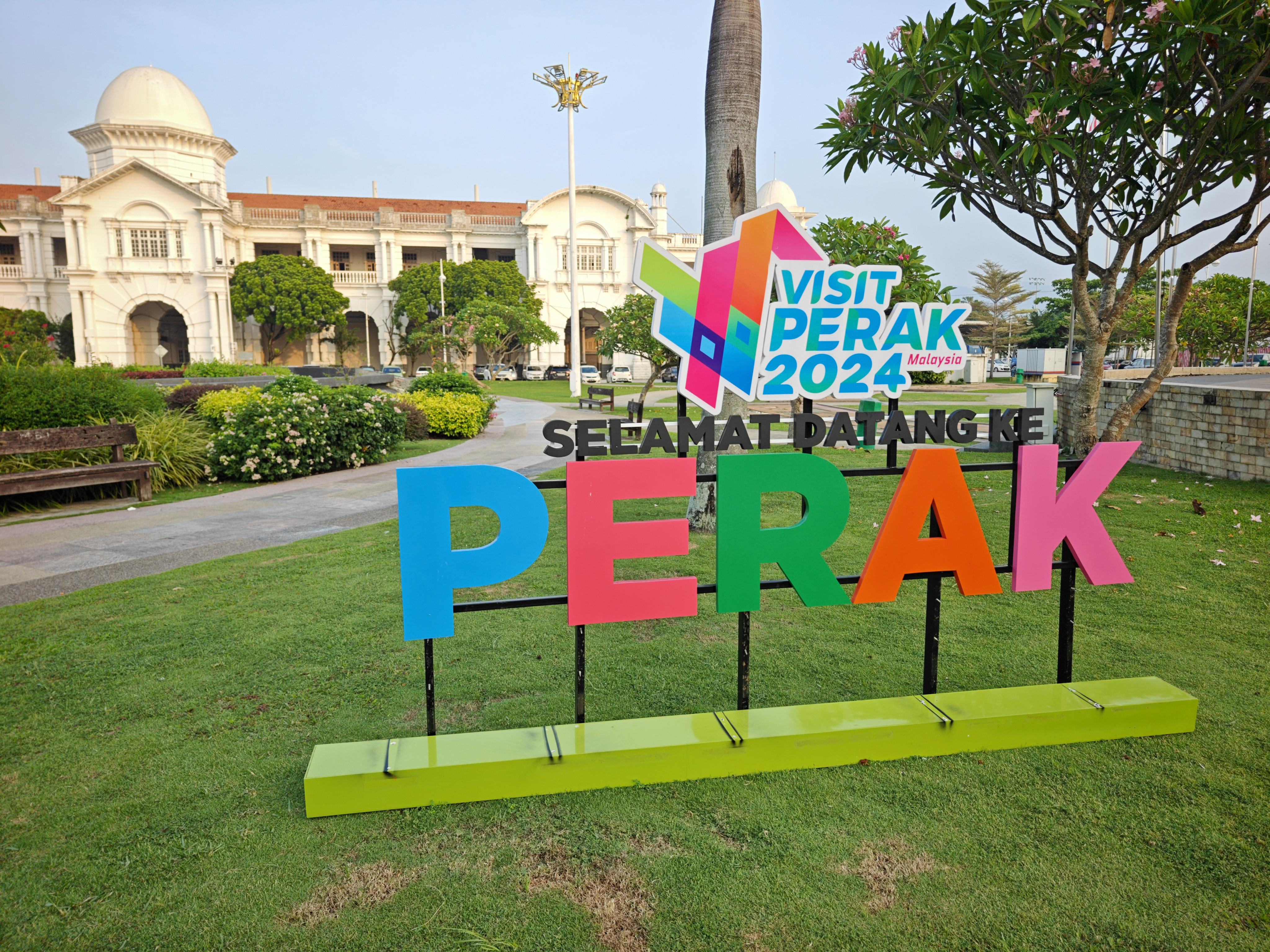
嵌有州旅游局标识的车站前景
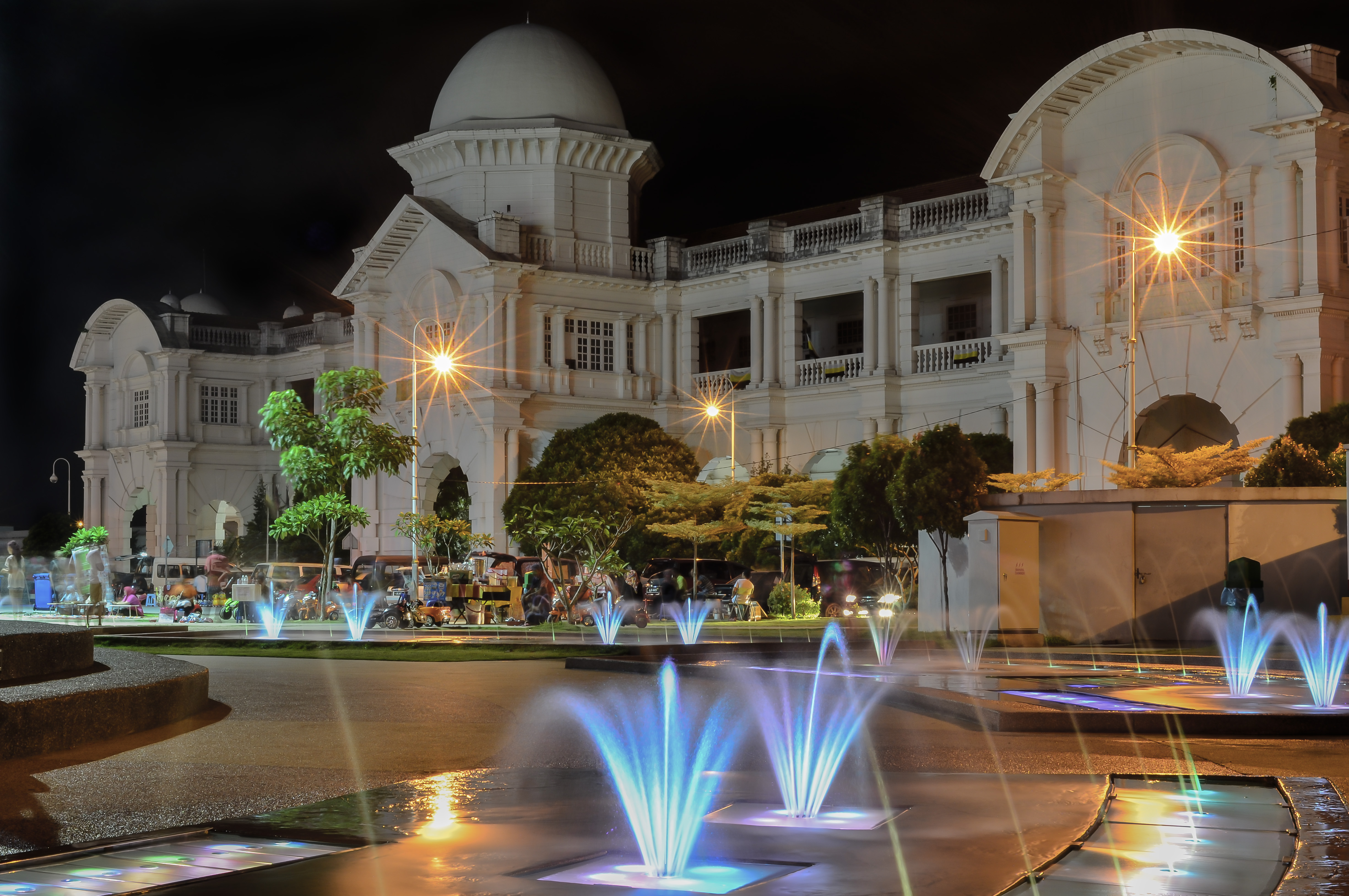
夜间灯光映照下的车站建筑
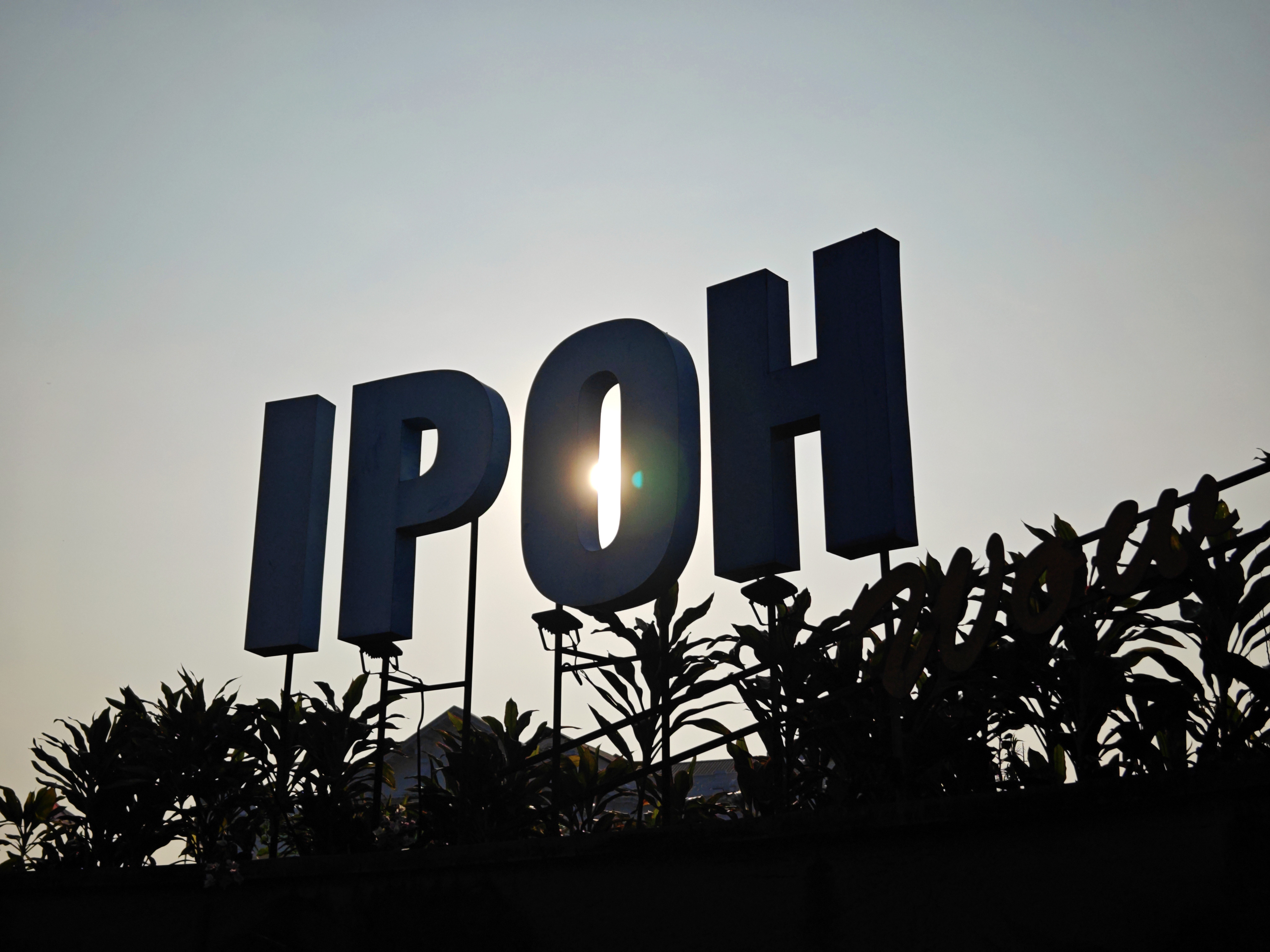
车站旁展示的怡保招牌
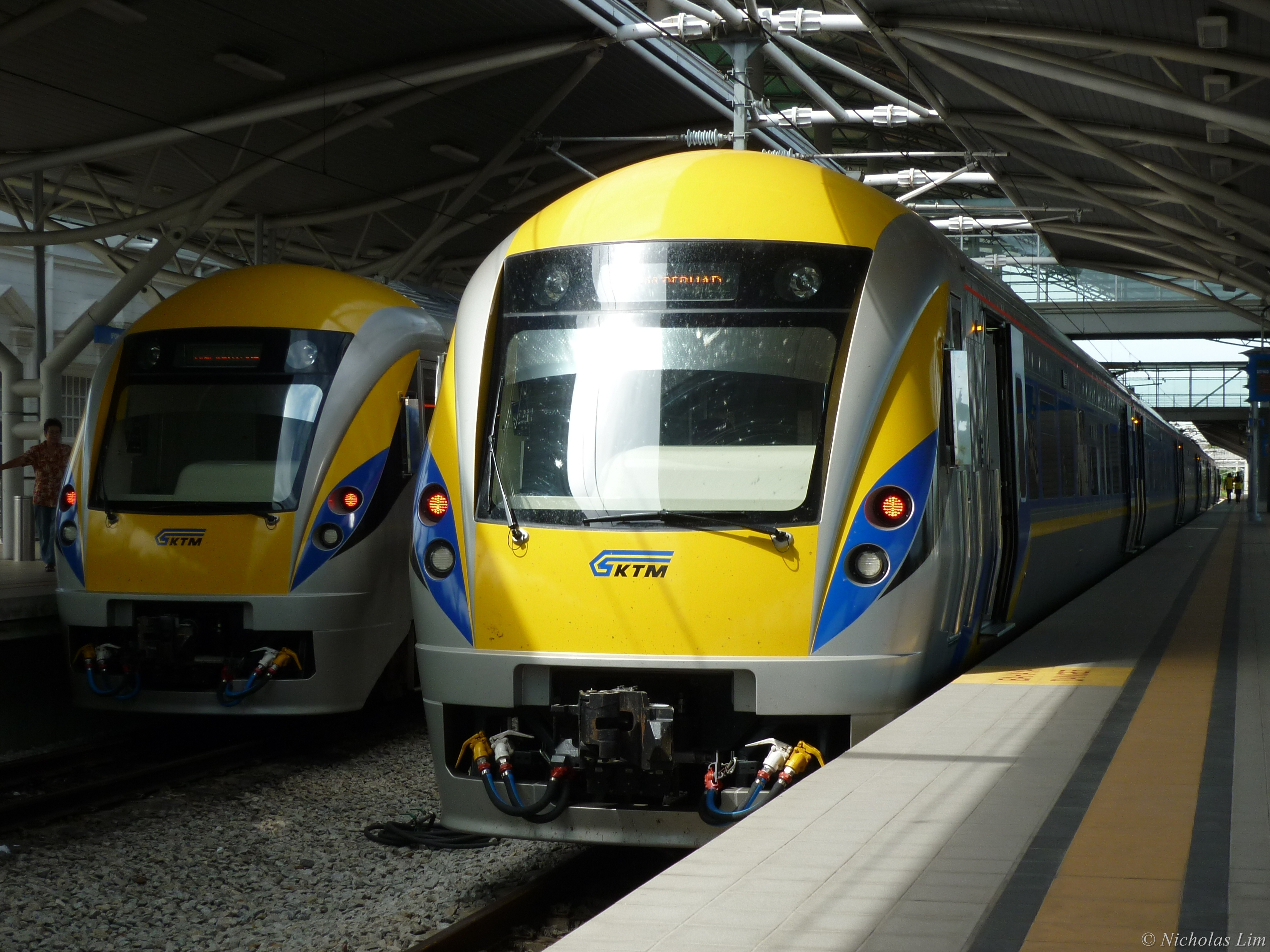
停靠站内的电动列车
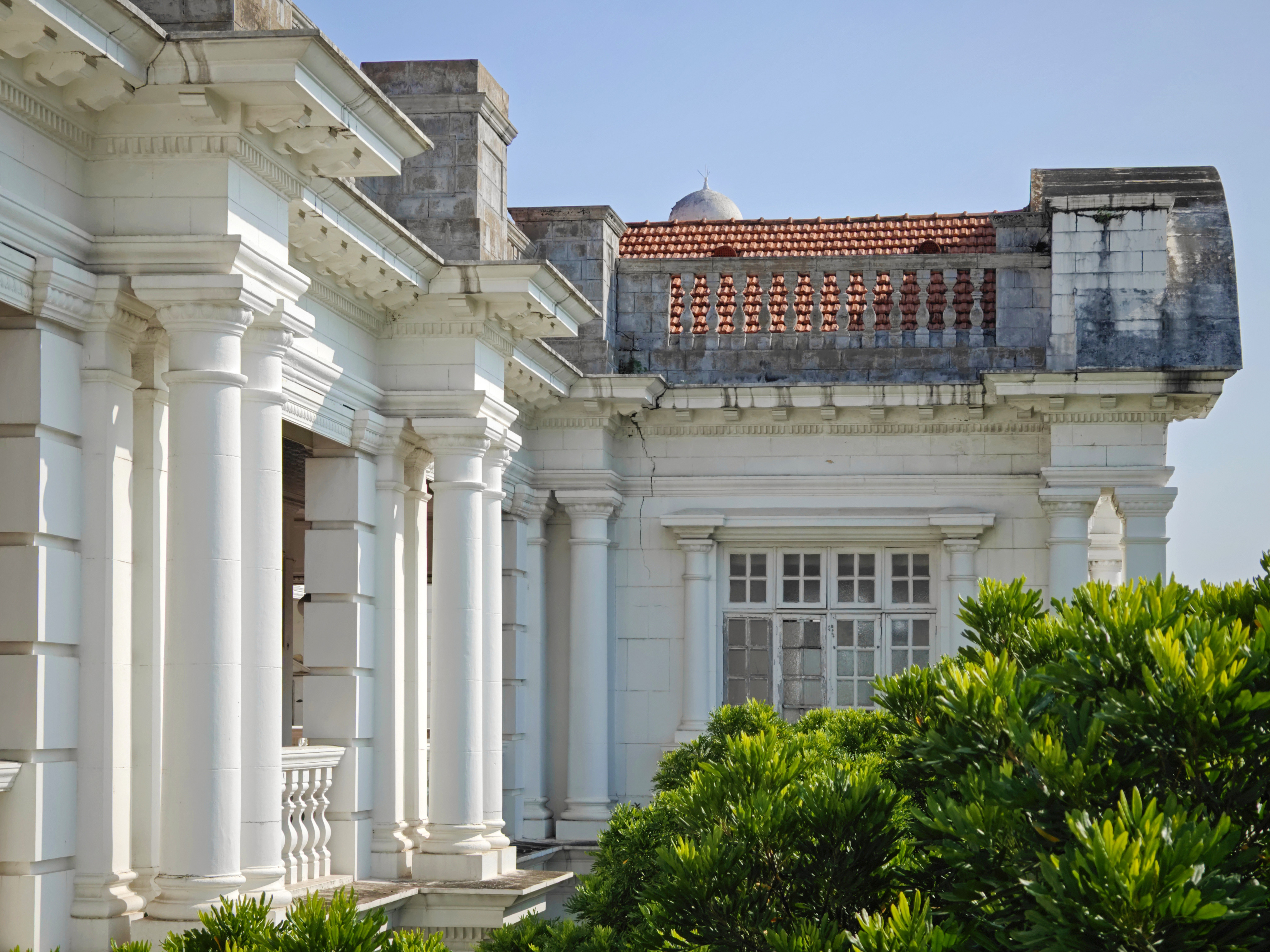
大华酒店外觀
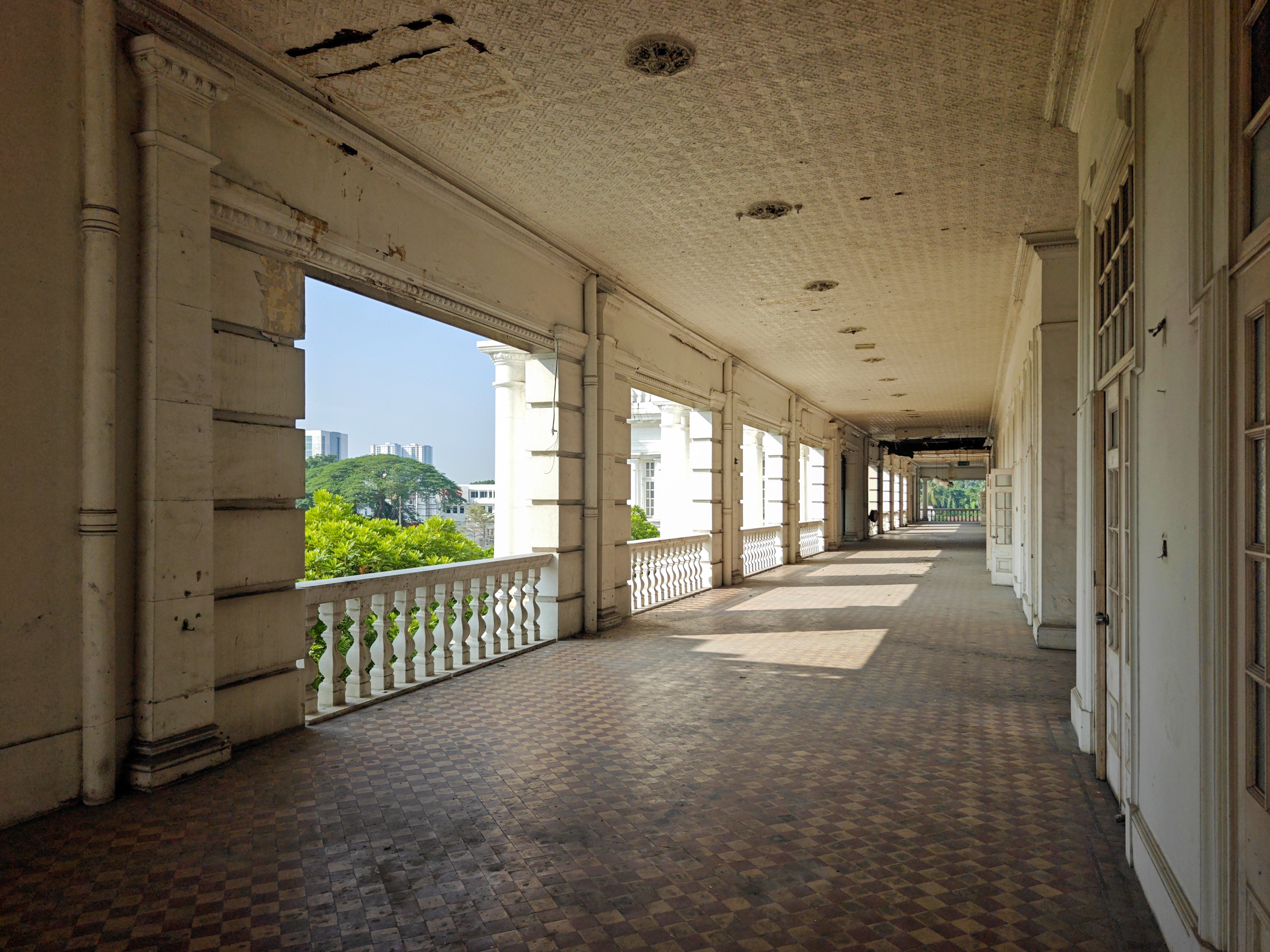
酒店主廊柱厅